# Pyrotheria
Pyrotheria é uma ordem extinta de mamíferos ungulados do clado Meridiungulata. Ocorreu na América do Sul do Eoceno Inferior ao Oligoceno Superior, com registros fósseis na Argentina, Bolívia, Peru, Colômbia e Venezuela.